# Ismand
 For alternative betydninger, se Ismand (flertydig). (Se også artikler, som begynder med Ismand)
En ismand var i det sene 1800-tal og indtil midten af 1900-tallet en profession. Ismanden leverede is direkte til de enkelte hushold, som brugerne så kunne bruge i isskabe til at nedkøle levnedsmidler. I nogle tilfælde hentede brugerne is på ismejeriet, en lokal butik, i stedet for at få isen bragt af en ismand.
Ismanden hentede sin is i et ishus, der var en velisoleret lagerbygning hvor der var oplagret is fra vinteren. Senere (1914 med Frederiksberg Krystalisfabrik i København) blev der lavet centrale fabrikker, der havde frysemaskiner til nedkøling.
Ligesom mælkemanden, der delte mælk ud hver dag, fordi ikke alle havde nedkøling til at opbevare mælk mere end en dag, så ophørte professionen ismand med at eksistere da køleskabene blev sikre og billige nok til at blive udbredte.